# Mikado (Fachbibliothek)
Mikado (Missionsbibliothek und katholische Dokumentationsstelle) ist die Bibliothek und Dokumentation des Internationalen Katholischen Missionswerkes missio e.V. und des Missionswissenschaftlichen Instituts Missio  e.V. mit der Missionsbibliothek der Jesuiten-Kommunität Aachen. Mikado ist eine öffentlich zugängliche Bibliothek und Mitglied der Arbeitsgemeinschaft Katholisch-Theologischer Bibliotheken (AKTHB).

## Bestand
Mikado ist eine theologische Spezialbibliothek mit den Sammelschwerpunkten Kontextuelle Theologien und Philosophien, Missionswissenschaft, Religionswissenschaft, Interreligiöser Dialog, Menschenrechte und Situation der Ortskirchen in Afrika, Asien und Ozeanien. Der Bestand umfasst ca. 140.000 Bücher und Zeitschriftenbände, ca. 15.000 Dokumente Grauer Literatur und über 700 laufende Zeitschriften. Die Sammlung enthält 5000 Bände aus dem 16. bis 19. Jahrhundert. Das älteste Dokument stammt aus dem Jahr 1540. Das Bildarchiv umfasst ca. 140.000 Farbdias und ca. 220.000 Schwarzweiß-Fotos. In der Bild- und Mediendatenbank sind digitale Fotos recherchierbar.
Im Archiv finden sich unter anderem die Gründungsurkunde des Franziskus-Xaverius-Vereins (FXV) vom 7. Dezember 1841 und die Korrespondenz des missio-Gründers Heinrich Hahn aus den Jahren 1834–1877.

## Geschichte
Im April 1917 wurde an der Zentrale des Franziskus-Xaverius-Vereins (ab 1922 Päpstlichen Werkes der Glaubensverbreitung (PWG)) in Aachen eine Bibliothek gegründet. Der Generalsekretär des PWG, Peter Joseph Louis begründete diesen Schritt wie folgt: „[Die Bibliothek] war notwendig, zur Orientierung sowohl der an der Zentrale arbeitenden Herren wie auch vor allem der Auskunft suchenden Geistlichen, dass sich an der Zentrale eine grössere[sic!] Bibliothek der Missions- und Kolonialliteratur befand[.] Die Benutzung dieser Bibliothek seitens aller interessierten Kreise, vor allem des Pfarrklerus der verschiedensten Gegenden, rechtfertigt ihre Existenz.“

Um einen qualifizierten Aufbau der Bibliothek zu gewährleisten, wurde 1920 der Theologe Franz Baeumker als „Bibliothekar und Archivar“ angestellt, der bereits von 1908 bis 1920 als Bibliothekar am Erzbischöflichen Priesterseminar Köln tätig war. 

Das Bild zeigt beispielhaft eine im Artikel beschriebene Missionskartei.

Neben der formalen Erfassung erstellte Baeumker ein umfangreiches Stichwortverzeichnis auf Karteikarten, mit dem es möglich war und ist, unter inhaltlichen und geographischen Aspekten nach Büchern zu suchen. Darüber hinaus legte Baeumker eine „Missionskartei“ mit ca. 10.300 Karteikarten zu Ordenspriestern, Ordensbrüdern und -schwestern an. Auf den Karteikarten sind neben biographischen auch Angaben zu Missionstätigkeit und Entsendegebiet zu finden, gegebenenfalls auch bibliographische Angaben.
Mit der Gründung des MWI 1971 wurde dort eine Handbibliothek aufgebaut, die mit dem Umzug 1982 in neue Räumlichkeiten mit der missio-Bibliothek zusammengelegt wurde. Die EDV-technische Katalogisierung wurde mit der Anschaffung der ersten Bibliothekssoftware 1985 zur formalen Erfassung und inhaltlichen Erschließung sowohl für die missio-Dokumentation als auch die missio/MWI-Bibliothek realisiert. Durch den Umzug 1988 in das neue Gebäude in die Goethestraße 43 auf dem Gelände des Alten Klinikums ergab sich die Möglichkeit der organisatorischen Neustrukturierung und der räumlichen Zusammenlegung der Bestände von Bibliothek und Dokumentation. Seit 2003 kann in den Datenbanken von Mikado online nach Literatur, nach Informationen zu Personen und Körperschaften sowie im Zeitschriftenbestand recherchiert werden.

## Sondersammlung
Durch einen Vertrag zwischen missio und der Norddeutschen Provinz der Jesuiten wurden 1998 als Dauerleihgabe die Bestände der aufgelösten Bonner Missionsbibliothek der Jesuiten zum größten Teil übernommen. In diesem Zusammenhang erhielt die Bibliothek ihren neuen Namen „Mikado“ (Missionsbibliothek und katholische Dokumentationsstelle). 
Die Bonner Missionsbibliothek der Jesuiten (Domus Scriptorum SJ) wurde 1860 in Maria Laach gegründet. Sie diente in der Folgezeit vor allen den Redakteuren der kirchlichen Zeitschrift „Die Katholischen Missionen“ und deren missionswissenschaftlichen Tätigkeiten als Grundlage. Im Rahmen des Verbotes des Jesuitenordens im Deutschen Reich 1873 (Kulturkampf) musste die Bibliothek in die Benelux-Länder ausweichen. Nachdem die Bibliothek im Zweiten Weltkrieg hatte ausgelagert werden müssen, zog sie bis zu ihrer Auflösung 1998 in die Lennéstraße in Bonn ein.